# Powys Fadog
Powys Fadog (en inglés: Lower Powys o Madog's Powys) era la porción del norte del antiguo principado de Powys, que fue segregado en dos a la muerte de Madog ap Maredudd en 1160. El reino fue dividido según la ley galesa. El sobrino de Madog, Owain Cyfeiliog, recibió la parte sur (Powys Wenwynwyn) y su hijo Gruffydd Maelor I, heredó el norte.
Gruffydd recibió el cantref de Maelor y el commote de Iâl como su porción y más tarde añadió Nanheudwy, Cynllaith, Glyndyfrdwy y Mochnant Is Rhaeadr. Este reino del norte acabaría siendo conocido como Powys Fadog tras la ascensión al trono del hijo de Gruffydd, Madog ap Gruffudd que reinaría entre 1191 y 1236. Durante su reinado, Madog adoptó inicialmente adoptó una posición neutra entre Gwynedd e Inglaterra pero en 1215 había establecido una alianza con Llywelyn ab Iorwerth de Gwynedd. Esta política de alianzas con Gwynedd continuó bajo su sucesor Gruffudd II  (1236-1269). Esta alianza fue formalizada cuándo Powys Fadog se convirtió en vasallo de Llywelyn el Grande como Príncipe de Gales según los términos del Tratado de Montgomery en 1267.
Cuándo Gruffydd II murió en 1269, su hijo Madog II le sucedió al trono pero la pequeña porción de territorio entregada a sus hermanos más jóvenes provocó una rebelión que Inglaterra aprovechó para intervenir.. Por 1276 Powys Fadog estaba inmersa en una guerra civil y esta conflagración pronto se convirtió en una parte de la campaña que los ingleses estaban lanzando contra la frágil confederación galesa.
A comienzos de 1277 un ejército dirigido por el Conde de Warwick con soporte del hermano traidor de Llywelyn ap Gruffydd, Dafydd ap Gruffydd, marchó desde Chester a Powys Fadog. Madog II fue obligado a someterse y bajo los términos del acuerdo, el reino sería dividido entre él y su hermano más joven Llywelyn. El centro real en Castell Dinas Brân, ampliamente considerado como el castillo nativo más fuerte en todo Gales fue desmantelado.
Parece que Madog II (o al menos los hombres leales a él) permanecieron en Dinas Brân durante algún tiempo después de este acuerdo porque el Conde de Lincoln mandó una fuerza inglesa para tomar el castillo el 10 de mayo de 1277. Antes de que pudieran rodear totalmente el edificio, supieron que la pequeña guarnición del centro había abandonado y prendido fuego al castillo. Madog II fue forzado a huir bajo la protección de Gwynedd. Fue asesinado en batalla mientras hacía campaña junto a Llywelyn ap Gruffudd más tarde ese mismo. El castillo de Dinas Brân fue destruido y las ruinas dramáticas aún pueden ser vistas hoy.
Sus hermanos supervivientes Llywelyn Fychan y Gruffudd Fychan aceptaron el dominio de Inglaterra y el reino fue dividido entre ellos. Se realizó también una provisión especial para los dos hijos de Madog II. Aun así, en 1282, durante la campaña final de Llywelyn ap Gruffudd, todos los gobernantes de Powys Fadog se levantaron nuevamente contra Inglaterra en un conflicto final durante el Llywelyn ap Gruffudd, Llywelyn Fychan y los dos hijos de Madog II morirían.
Bajo el Estatuto de Rhuddlan de 1284 todos los antiguos títulos y territorios principescos de Gales fueron abolidos. Gruffydd Fychan (hermano de Madog II y último heredero al trono de Powys Fadog) fue perdonado pero reducido a la condición de noble local o uchelwyr. Su descendiente directo, Owain Glyndŵr, encabezaría una rebelión posterior en 1400.
El territorio de Powys Fadog fue dividido en numerosos señoríos basados en los antiguos cantrefi. Bajo las Leyes de Acta Galesas estos señoríos de marca fueron fusionados con tierras adyacentes, partes del antiguo Gwynedd e incorporadas a los nuevos condados administrativos; el cantrefi de Maelor, Nanheudwy, Iâl, Cynllaith y Mochnant Is Rhaeadr pasaron a ser parte de Denbighshire y Maelor Saesneg formó el Wrexham exclave de Flintshire. Esta situación fue mantenida hasta la reorganización de gobierno local en Gales en 1974.

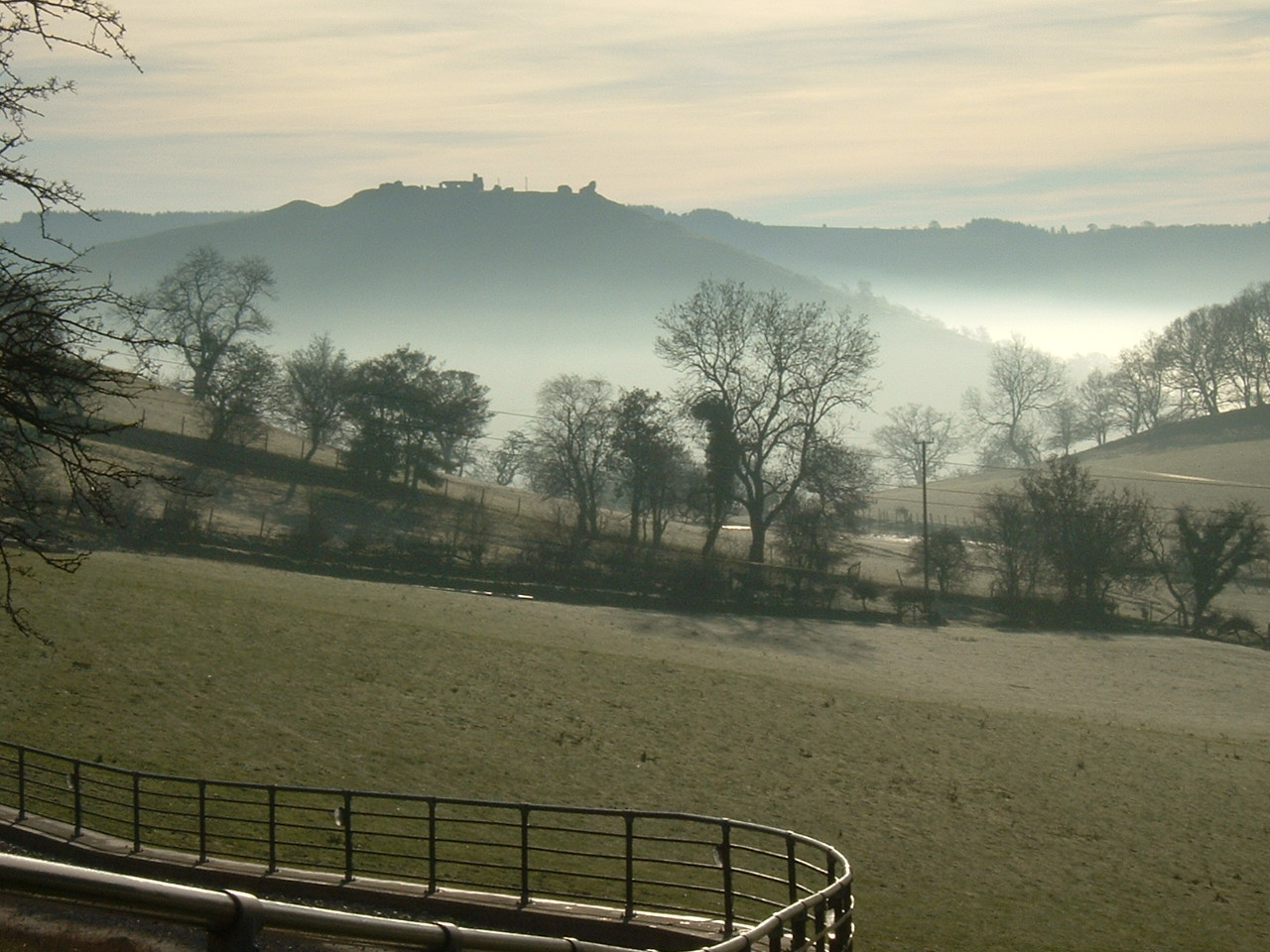
Dinas Brân (Superior izquierdo), la capital de Powys Fadog visto del oeste del norte

## Príncipes de Powys Fadog y Lores de Glyn Dyfrdwy
- 1160–1191 Gruffydd Maelor
- 1191–1236 Madog ap Gruffydd Maelor
- 1236–1269 Gruffydd II ap Madog, Señor de Dinas Brân
- 1269–1277 Madog II ap Gruffydd, Señor de Dinas Brân
- 1277–1289 Gruffydd Fychan yo ap Gruffydd
- 1289–1304 Madog Crypl, Señor de Glyndyfrdwy y Señor de Cynllaith Owain
- 1304–c.1343 Gruffydd de Rhuddalt, Señor de Glyndyfrdwy y Señor de Cynllaith Owain
- c.1343–1369 Gruffydd Fychan II, Señor de Glyndyfrdwy y Señor de Cynllaith Owain
- 1369–c.1416 Owain ap Gruffydd, Señor de Glyndyfrdwy y Señor de Cynllaith Owain

Owain ap Gruffydd se levantó contra la Corona inglesa en 1400 y se proclamó Prince de Gales. Se le conoció popularmente como Owain Glyndŵr. Después de su muerte al menos uno de sus hijos le sobrevivió, junto con un hermano más joven llamado Señor de Gwyddelwern.
- 1416–c.1421?      Maredudd ab Owain Glyndŵr